# Schrankia taenialis
Schrankia taenialis là một loài bướm đêm trong họ Erebidae.

## Hình ảnh

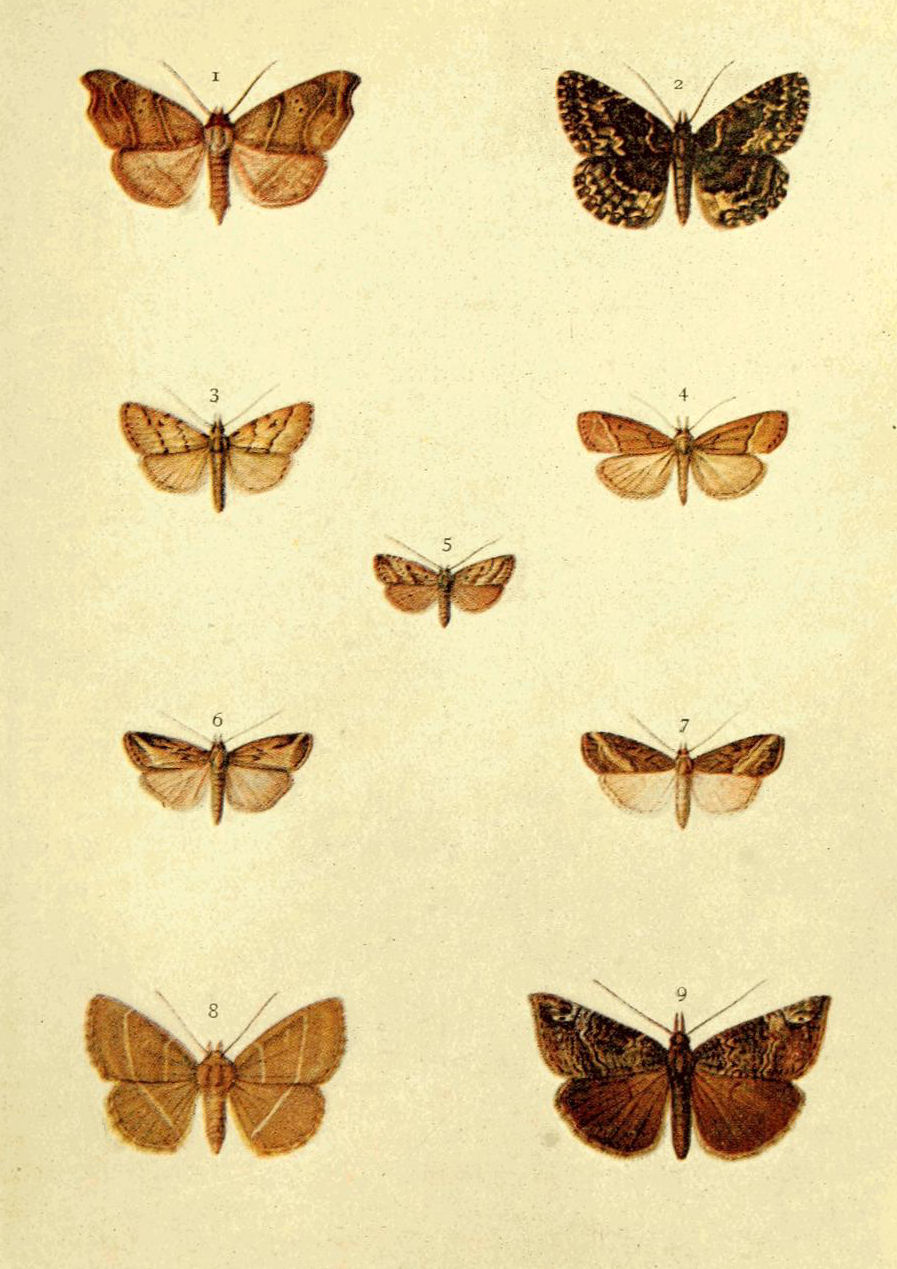